# 堀切トンネル

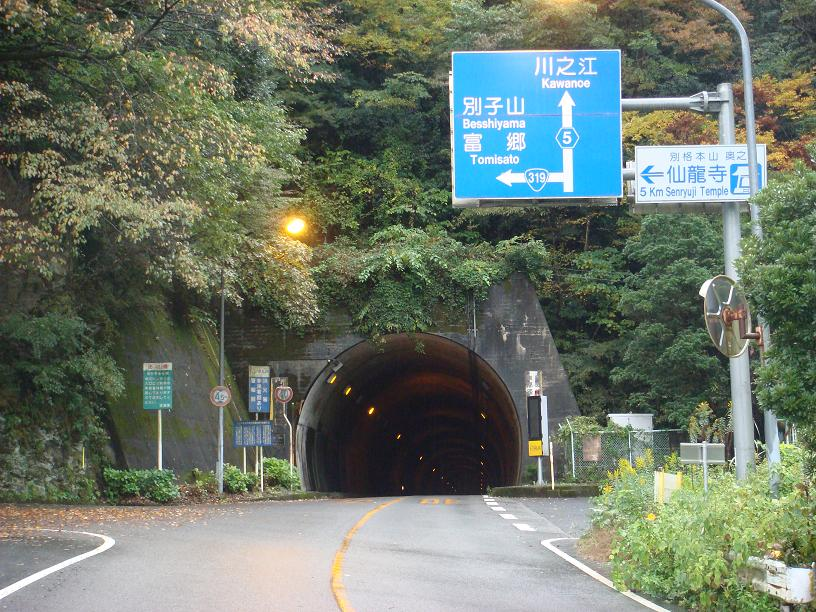
堀切トンネル（新宮町側）

堀切トンネル（ほりきりトンネル）は、愛媛県四国中央市にある愛媛県道5号川之江大豊線の道路トンネルである。法皇山脈を挟んで北側の四国中央市川之江町の市街地と同市の嶺南地域・新宮町を結んでいる。

## 概要
- 路線：愛媛県道5号川之江大豊線
- 所在地：四国中央市金田町 - 四国中央市新宮町
- 竣工：1980年（昭和55年）7月
- 全長：1,259.5m
- 幅：7.5m
- 高さ：m（高さ制限：m）
- 車線：2車線
- 総工費：

## 付近の観光スポット
- 新宮ダム
- 道の駅霧の森
- 霧の高原
- 塩塚高原